# Zupun
Zupun är en ort i Azerbajdzjan.   Den ligger i distriktet Cəlilabad Rayonu, i den sydöstra delen av landet, 180 km sydväst om huvudstaden Baku. Zupun ligger 124 meter över havet och antalet invånare är 968.
Terrängen runt Zupun är platt åt nordost, men åt sydväst är den kuperad. Närmaste större samhälle är Dzhalilabad, 7,9 km öster om Zupun.
Trakten runt Zupun består till största delen av jordbruksmark. Runt Zupun är det ganska tätbefolkat, med 104 invånare per kvadratkilometer.